# Leith Harbor
Der Leith Harbor (auch Leith Harbour) ist die nördlichste dreier Nebenbuchten am Kopfende der Stromness Bay an der Nordküste Südgeorgiens.
Der Name ist seit mindestens 1912 bekannt und geht vermutlich auf Walfänger des Unternehmens Salvesen & Co. im schottischen Leith zurück, die am Kopfende der Bucht eine Walfangstation errichteten.